# Bruce Chatwin
Bruce Chatwin (Sheffield, 13. svibnja 1940. – Nica, 18. siječnja 1989.), engleski putopisac.

## Životopis
Rođen je 13. svibnja 1940. u kući majčinih roditelja u Dronfieldu, nedaleko od Sheffielda. Njegova majka, Margharita Turnell preselila se k roditeljima kad je njegov otac, Charles Chatwin, otišao u kraljevsku mornaricu. Otac je imao odvjetničku praksu u Warwickshireu, gdje je budući pisac proveo dio djetinjstva. Završivši koledž Marlborough 1958., Chatwin se preselio u London gdje je radio za kuću Sotheby's gdje je postao stručnjak za impresioniste. Godine 1964. pojavili su mu se problemi s vidom, što je pripisao prirodi svojeg posla. Posavjetovao se sa stručnjakom po imenu Patrick Trevor-Roper koji mu je savjetovao da napravi polugodišnju pauzu i otputuje u Adis Abebu gdje je Roper bio uključen u gradnju očne klinike. U veljači 1965. Chatwin je otišao u Sudan čime je svoje interese s umjetnosti preusmjerio na arheologiju. Upisao je studij arhelogije na sveučilištu u Edinburghu u listopadu 1966. ali ga nije dovršio. 

### Djela
- In Patagonia 1977., na hrvatskom U Patagoniji, Sysprint
- The Viceroy of Ouidah 1980.
- On The Black Hill 1982.
- The Songlines 1987., na hrvatskom Pjevane staze, Sysprint 2007.
- Utz 1988.
- What Am I Doing Here? 1989.
- Photographs and Notebooks 1993.
- Anatomy of Restlessness 1997.
- Winding Paths 1998.